# Acacia dictyoneura
Acacia dictyoneura é uma espécie de leguminosa do gênero Acacia, pertencente à família Fabaceae.